# Bogeviken
Bogeviken is de naam van een meer in het noordoosten van het Zweedse eiland Gotland in de Oostzee. Het heeft een oppervlakte van ongeveer 1500 hectare en is een belangrijk natuurgebied en een rustplaats voor vogels. Het dorpje Slite ligt pal ten noordoosten van dit meer. Het meer is vernoemd naar de parochie Boge die aan de zuidwestkant van het meer ligt.
Aan het meer ligt de watermolen van Aner, een fraaie onderslagwatermolen uit de negentiende eeuw.
In de middeleeuwen was het geen meer maar een baai. Het achtervoegsel 'Vik' herinnert nog aan die tijd. Archeologische vondsten herinneren aan de tijd dat de omgeving van Bogeviken een belangrijke economische functie had. Twee van deze vondsten zijn de zilverschat van Spilling, 14.000 munten met een totaalgewicht van 65 kg en een runensteen, de Pilgårdssteen.